# Operación Alsos
La Operación Alsos (del inglés: Operation Alsos) fue un plan enmarcado en el Proyecto Manhattan, iniciado durante el transcurso de la Segunda Guerra Mundial por los países aliados (principalmente, ingleses y estadounidenses), y cuyos objetivos eran: 
1. Reconducir las investigaciones del proyecto alemán de energía nuclear,
2. recuperar los recursos dispersados y
3. confirmar el alcance de las investigaciones germanas dirigidas a la creación de una bomba atómica.

## Antecedentes
En 1938, el científico alemán Otto Hahn descubre la posibilidad de la fisión nuclear. Su colega y amiga Lise Meitner y el sobrino de Meitner, Otto Frisch publican sus investigaciones que apoyan el descubrimiento de Hahn. El 29 de abril de 1939, Hahn pronuncia una conferencia en Washington sobre la reacción en cadena que desencadenaría la fisión de un átomo. Alemania suspende inmediatamente la exportación de uranio y se nombra una comisión para investigar la utilidad práctica de los descubrimientos científicos sobre la fisión nuclear. En septiembre de 1939 el Departamento de Producción de Armamento de la Wehrmacht crea el Proyecto Uranio para investigar el uso de la energía atómica en armamento. La conferencia de Hahn, así como la interrupción de las exportaciones de uranio, llevan a los Estados Unidos a sospechar de los avances alemanes para la obtención de armas atómicas. La suposición general era que los nazis serían capaces de obtenerla en un plazo de dos años, empleando a sus mejores científicos e ingenieros en el proyecto. Los Estados Unidos consideraban vital conocer los progresos alemanes en el campo, si bien el secretismo del Proyecto Manhattan hacía que la inteligencia militar estadounidense ignorase por completo lo que era la energía atómica, siendo así incapaz de analizar los progresos alemanes, aunque sí se sabía, por ejemplo, que los alemanes empleaban agua pesada para controlar las reacciones que empleaban uranio como material de fisión. 

## Desarrollo

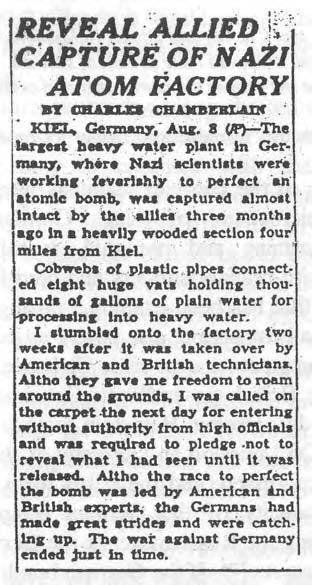
Recorte de prensa informando de la captura de "la mayor planta de agua pesada" en Alemania: "...la guerra contra Alemania terminó justo a tiempo".

El personal responsable de este proyecto siguió muy de cerca los progresos en la línea de frente, operando primero en Italia, y más tarde en Francia y Alemania, localizando a los científicos, y conservando registros, material y laboratorios relacionados. La "Operación Alsos" (en griego, "arboleda", equivalente en inglés a grove, en alusión al jefe de la operación, el general Leslie R. Groves) fue considerado erróneamente como un acrónimo. Este proyecto se había iniciado a partir del temor inspirado por la posibilidad de que los científicos alemanes obtuviesen una bomba de potencia sin precedentes y de efectos decisivos sobre la situación bélica. Groves, director militar del Distrito Manhattan de Ingeniería, más conocido como el Proyecto Manhattan, siendo el principal impulsor del proyecto, era igualmente consciente de la importancia de que la tecnología de la nación derrotada no cayese en manos de la Unión Soviética, para prolongar el monopolio nuclear estadounidense en la medida de lo posible. Samuel Goudsmit era el responsable técnico del proyecto "Alsos", y el teniente coronel Boris Pash, antiguo oficial de seguridad del Proyecto Manhattan era su cabeza militar. El jugador de béisbol, abogado y lingüista Moe Berg también contribuyó en diversas fases del proyecto.
El 28 de febrero de 1943 se produce el sabotaje de la fábrica de agua pesada más importante de Europa propiedad de Norsk Hydro ASA y situada en Telemark (Noruega). Paralizada definitivamente la investigación alemana, el interés de los aliados pasó a centrarse en la obtención de toda la información posible sobre los progresos del enemigo. En otoño de 1943, el Coronel Marshall ideó una operación dirigida por el Jefe de Distrito del Proyecto Manhattan destinada a obtener el máximo de información sobre los progresos alemanes. Dicha operación se llevaría a cabo sin el conocimiento de los servicios convencionales de inteligencia militar, con el fin de proteger la propia carrera atómica estadounidense. Marshall reconoció que las investigaciones más importantes tendrían lugar en Alemania, si bien información relevante podría obtenerse de otros científicos que trabajasen, por ejemplo, en Italia.
Así, Marshall estableció que el objetivo de la misión debería cubrir todo tipo de conocimientos científicos militares y que la investigación se llevase a cabo de modo que se adquiriesen conocimientos sobre los progresos alemanes en cualquier campo, sin mostrar interés en ningún aspecto particular, con el fin de proteger el programa nuclear propio. En principio, se propuso enviar personal científico civil a las zonas de Italia ya ocupadas por los aliados. El personal científico sería seleccionado por el Brigadier General Leslie R. Groves con la aprobación del Dr. Vannemar Bush. El personal militar lo seleccionaría el Asistente al Jefe de Personal G-2 de entre sus propios hombres. A finales de 1943 se establecieron los cuarteles generales para las misiones en Londres. El destacamento original lo formaban trece militares, intérpretes incluidos, y seis científicos. Los miembros del equipo se hallaban familiarizados con los programas de investigación de Estados Unidos y Gran Bretaña y eran capaces de obtener la información necesaria sobre energía atómica de observaciones e interrogatorios. 
Este plan consiguió localizar y evacuar a buena parte del personal técnico implicado en las investigaciones alemanas, y rescató numeroso equipamiento y documentación. Los principales responsables de la investigación (como Werner Heisenberg, Otto Hahn y Carl Friedrich von Weizsäcker) fueron retenidos en Farm Hall (Inglaterra) durante varios meses, como parte de la Operación Epsilon. Sus discusiones fueron grabadas en secreto; más tarde se publicarían transcripciones de las mismas.

## Conclusiones y valoración del proyecto
Finalmente, la Operación Alsos demostró que los estadounidenses habían superado el nivel de las investigaciones alemanas hacia 1942. Comparado con el Proyecto Manhattan -uno de los mayores proyectos científico-técnicos de la historia-, su equivalente alemán carecía de fondos y personal suficiente, y es dudoso que Alemania hubiese logrado reunir los recursos y los experimentos que los aliados tuvieron que invertir para lograr su bomba.
El mismo Goudsmit, en una monografía publicada en 1947, concluía afirmando que una de las causas del fracaso del proyecto atómico alemán fue el propio carácter totalitario de su gobierno (argumento bastante inexacto, y rebatido a priori por los progresos alemanes en propulsión a reacción, como el Messerschmitt Me 262, o los misiles balísticos, y a posteriori por el desarrollo de la bomba atómica soviética, en 1949). No obstante, es cierto que los soviéticos contaban con el eficaz sistema de espionaje estalinista, que tenía hasta dos científicos infiltrados en los laboratorios donde se desarrollaba la bomba atómica estadounidense: Klaus Fuchs y Theodore Hall.
Se dice que Goudsmit hizo esta declaración sobre los regímenes totalitarios para apoyar al dr. Heisenberg, quien personificaba el estamento científico prooccidental de Alemania. Tras la muerte de Heisenberg, Goudsmit revisó su afirmación, matizando que Heisenberg siempre había trabajado en un proyecto hasta terminarlo, opinión con la que los técnicos alemanes que habían trabajado con el ilustre científico estuvieron completamente de acuerdo.